# 김만겸
김만겸(金萬謙, 1866년~1929년)은 한국의 사회주의계열 독립운동가이다. 이르쿠츠크고려공산당의 핵심 간부였다.